# 淑徳学園短期大学
淑徳学園短期大学（しゅくとくがくえんたんきだいがく）は、埼玉県北葛飾郡松伏町築比地に本部を置いていた日本の私立大学である。1968年に設置され、1972年に廃止された。大学の略称は短大。

## 概要

### 大学全体
- 埼玉県北葛飾郡松伏村[1]に所在した日本の私立短期大学で、設置主体は学校法人淑徳学園。
- 1968年に開学し、当初より家政科のみの単科短大となっていたが、1972年に廃止[2]。

### 教育および研究
- 家政科が設置され、家政学に関する専門科目のほか｢社会福祉｣・｢生理衛生学｣・｢看護｣・｢児童教育｣・｢手芸｣など広範な科目が用意されていた[注 1]。

### 学風および特色
- 仏教思想をベースとした教育が行われていた。
- 女子のみを対象とした短大となっていた。

## 沿革
- 1892年
  - 淑徳女学校[注 2]が創立[3]。
- 1968年
  - 2月3日 左記を以て文部省[注 3]より短期大学の設置が認可される[6]。
  - 4月1日 淑徳学園短期大学が以下の学科体制にて開学[注 4]。
    - 家政科 入学定員100名[注 5]
- 1972年
  - 3月31日 左記をもって正式に廃止となる[10]。

## 基礎データ

### 所在地
- 埼玉県北葛飾郡松伏町築比地[注釈 2]

## 教育および研究

### 組織

#### 学科
- 家政科 入学定員100名[注 6]

#### 専攻科
- なし

#### 別科
- なし

#### 取得資格について
- 教職課程として中学校教諭二種免許状（家庭）が設置されていた[3][13]。

##### 年度別学生数
- 年度以降の学生数はその該当年度の5月1日時点でのデータである。

| -      | 入学定員 | 総定員 | 学生数 | 出典   |
| ------ | -------- | ------ | ------ | ------ |
| 1968年 | 100      | 100    | 41     | [ 14 ] |
| 1970年 | 100      | 200    | 78     | [ 15 ] |
| 1971年 | 100      | 100    | 40     | [ 16 ] |

## 大学関係者と組織

### 大学関係者一覧

#### 大学関係者
歴代学長
- 大河内隆弘

卒業生
- 浅見美那 - 女優

## 施設

### キャンパス
- 交通アクセス：東武伊勢崎線北越谷駅よりスクールバスが運行されていた[3]。

## 系列校
- 小石川淑徳学園中学校・高等学校（東京都文京区） - かつては「淑徳学園中学校・高等学校」（その後、「淑徳SC中等部・高等部」）という名称だった。